# Tommy Kamp
Tommy Kamp (født Tommy Kamp Egested, men har siden taget navneforandring i kølvandet på en korruptionssag i Køge) er socialdemokratisk lokalpolitiker.
Han var partiformand i Køge indtil han trak sig som følge af en række beskyldninger.
Tommy Kamp har været involveret i flere kontroverser.
I 2009 var han Socialdemokraternes spidskandidat til posten som regionsrådsformand men trak sig pga. personlige økonomiske problemer og Steen Bach Nielsen blev efterfølgende peget på som kandidat.
Ved fraflytning fra en boligforening havde Kamp ifølge boligforeningen ikke betalt husleje og endvidere efterladt lejligheden i en tilstand der krævede istandsættelse.
Boligforeningen mente at have 104.000 tilgode.
I november 2009 trak Kamp sig fra regionsrådet efter at være taget for spirituskørsel med en promille på 2,0.
I september 2010 fik han en betinget dom dels for forholdet dels også for at have kørt bil efter kørekortet var frataget.
I 2011 var han involveret i en kontrovers med Murat Kitir, tidligere ejer af en cafe i Køge, der beskyldte Kamp for at have modtaget bestikkelse.
Kitirs påstand var at Kamp og hans venner kunne spise gratis mod at Kamp skaffede caféen ret til en eftertraktet udendørs servering på torvet.
Kitir hævdede desuden at han ved to lejligheder havde forsynet Kamp og landspolitikeren Henrik Sass Larsen med ulovlige dopingmidler.
Formanden for teknik- og miljøudvalget i Køge, socialdemokraten, Mikael Mogensen, afviste at Tommy Kamp havde påvirket tilladelsen til udeservering der blev givet i 2007 af enigt udvalg.
I april 2011 anmeldte de to caféejerne Ertugrul Karahan og Murat Kitir både Kamp og Sass Larsen til politiet.
I forlængelse af sagen blev Kamp politianmeldt af byrådsmedlemmet Nils Gisli.
Ifølge påstanden der lå til grund for anmeldelsen skulle Kamp have tilbudt sin ven Heinrich Weizer 25.000 kroner for at anmelde Gisli for vold i forbindelse med et sammenstød udenfor et diskotek i november 2010.
Voldsepisoden blev anmeldt, men politiet afviste affæren som grundløs.
Kamps motiv til at betale for voldsanmeldelsen skulle være at få Gisli væk fra byrådet.
Gisli havde været medlem af Socialdemokraterne men blev løsgænger efter uoverensstemmelse med Kamp.
Sagen med caféen blev omtalt i landsdækkende medier, specielt B.T., og den 26. april 2011 valgte Kamp at trække sig som lokal partiformand i Køge.
Samtidig udtalte han at anklagerne mod ham var grundløse.
I december 2011 blev Tommy Kamp tiltalt for bedrageri, ligesom de to caféejere blev tiltalt for bestikkelse. 
I februar 2011 blev han desuden politianmeldt af kuratoren for konkurs-boet efter en anden Køge-cafe, Café & Brasserie Vinzent, der blev tømt for værdier, mens Tommy Kamp sad ved roret.
I maj 2012 droppede anklagemyndighederne sagen mod Tommy Kamp, da de to cafe-ejere kom med hvad anklagemyndigheden betegnede som "nye oplysninger".
Denne nye drejning i sagen faldt tidsmæssigt sammen med Henrik Sass Larsens nyvalg som Socialdemokraternes gruppeformand.

## Privat
Tommy Kamp er far til Alexander Kamp, der er betegnet som et stortalent i cykling og udtaget til det danske juniorlandshold af Dansk Cykel Union.